# Landkreis Wangen

Topographische Karte mit dem Gebiet des Landkreises und dem restlichen Württembergischen Allgäu von 1907–21 (Collage aus 12 Karten)

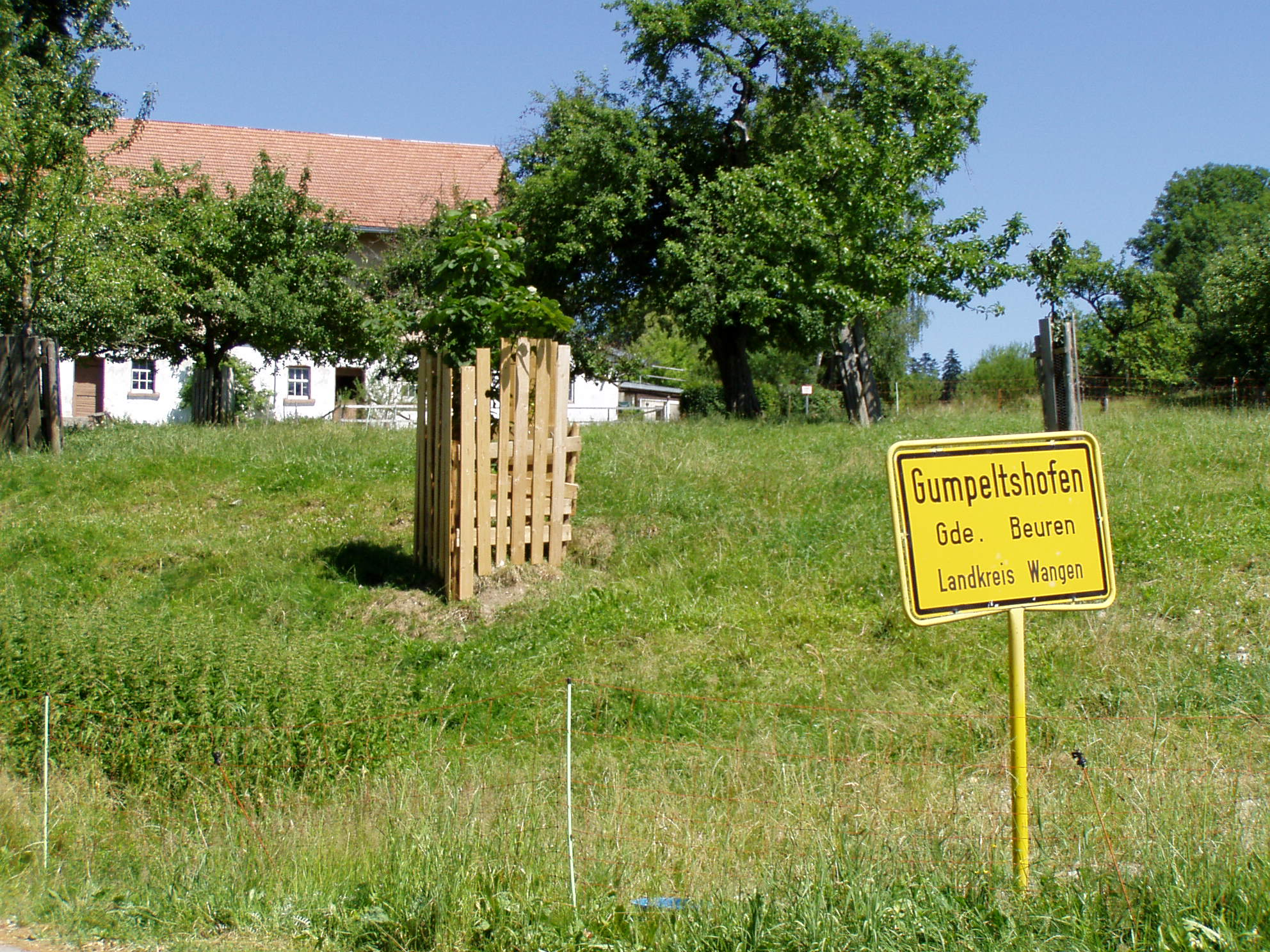
Altes Ortsschild in Gumpeltshofen, Stadt Isny im Allgäu

Der Landkreis Wangen war ein Landkreis in Baden-Württemberg, der im Zuge der Kreisreform am 1. Januar 1973 aufgelöst wurde.

## Geographie

### Lage
Der Landkreis Wangen lag im Südosten Baden-Württembergs.
Geographisch war er im Wesentlichen identisch mit dem sogenannten „Württembergischen Allgäu“.

### Nachbarkreise
Seine Nachbarkreise waren Anfang 1972 im Uhrzeigersinn beginnend im Nordosten Memmingen, Kempten (Allgäu) und Lindau (Bodensee) in Bayern sowie Tettnang, Ravensburg und Biberach in Baden-Württemberg.
Außerdem grenzte er bis 1968 im Südwesten an Achberg, das als Exklave zum Landkreis Sigmaringen gehörte und erst dann dem Landkreis Wangen angegliedert wurde.

## Geschichte
Das Gebiet des Landkreises Wangen gehörte vor 1800 zu einer Vielzahl von Herrschaften, darunter zu Vorderösterreich sowie zu den Reichsstädten Wangen im Allgäu, Leutkirch im Allgäu und Isny im Allgäu. Zwischen 1805 und 1810 wurde das Gebiet Teil des Königreichs Württemberg. Im späteren Kreisgebiet Wangens wurden die Oberämter Leutkirch, Waldsee und Wangen gebildet, die zur Landvogtei am Bodensee und ab 1818 zum Donaukreis gehörten. 1924 wurde der Donaukreis aufgelöst. 1934 wurden die Oberämter in Landkreise umbenannt und 1938 wurden die Landkreise Leutkirch i. A. und Waldsee aufgelöst. Das Gebiet des Landkreises Leutkirch und einige Gemeinden des Landkreises Waldsee kamen zum Landkreis Wangen, die übrigen Gemeinden des Landkreises Waldsee kamen zu den Landkreisen Biberach und Ravensburg. Einige Gemeinden des Landkreises Leutkirch kamen auch zum Landkreis Ravensburg.
Nach dem Zweiten Weltkrieg kam der Landkreis Wangen zum neuen Bundesland Württemberg-Hohenzollern und nach der Länderneugliederung 1952 im Südwesten zu Baden-Württemberg. Danach gehörte er zum Regierungsbezirk Südwürttemberg-Hohenzollern. Am 1. Januar 1969 wechselte die Gemeinde Achberg vom Landkreis Sigmaringen in den Landkreis Wangen.
Mit Wirkung vom 1. Januar 1973 wurde der Landkreis Wangen aufgelöst. Sein Gebiet wurde unter Protest der Bevölkerung dem vergrößerten Landkreis Ravensburg zugeordnet, der damit Rechtsnachfolger des Landkreises Wangen wurde.

### Einwohnerentwicklung
Alle Einwohnerzahlen sind Volkszählungsergebnisse.
| Jahr               | Einwohner |
| ------------------ | --------- |
| 17. Mai 1939       | 53.794    |
| 13. September 1950 | 65.631    |

| Jahr         | Einwohner |
| ------------ | --------- |
| 6. Juni 1961 | 71.451    |
| 27. Mai 1970 | 81.129    |

## Politik

### Landrat
Die Landräte des Landkreises Wangen 1933–1972:
- 1933–1938: Albert Eitel
- 1938–1945: Hermann Röger
- 1945–1946: Josef Kraus
- 1946–1949: Norbert Kiechle
- 1949–1949: Albert Pfitzer (Amtsverweser)
- 1949–1972: Walter Münch

Die Oberamtmänner des früheren Oberamts Wangen von 1810 bis 1933 sind im Artikel Oberamt Wangen dargestellt.

### Wappen
Das Wappen des Landkreises Wangen zeigte in gespaltenem Schild vorne in Gold einen halben schwarzen Adler mit roter Kralle und rotem Schnabel, hinten in Rot eine aufrechte silberne Hand.
Das Wappen wurde dem Landkreis am 29. September 1970 verliehen.
Der Adler symbolisiert die Kreisstadt Wangen im Allgäu, die ehemals eine Reichsstadt war.

## Wirtschaft und Infrastruktur

### Verkehr
Durch das Kreisgebiet führte keine Bundesautobahn (Die A 96 gab es damals noch nicht). Daher wurde er nur durch die Bundesstraßen 18 und 465 sowie durch mehrere Landes- und Kreisstraßen erschlossen.

## Gemeinden
Zum Landkreis Wangen gehörten ab 1938 zunächst 41 Gemeinden, davon 4 Städte.
Am 7. März 1968 stellte der Landtag von Baden-Württemberg die Weichen für eine Gemeindereform. Mit dem Gesetz zur Stärkung der Verwaltungskraft kleinerer Gemeinden war es möglich, dass sich kleinere Gemeinden freiwillig zu größeren Gemeinden vereinigen konnten. Den Anfang im Landkreis Wangen machte am 1. Juli 1971 die Gemeinde Altmannshofen, die sich mit der Gemeinde Aichstetten vereinigte. In der Folgezeit reduzierte sich die Zahl der Gemeinden stetig, bis der Landkreis Wangen schließlich am 1. Januar 1973 aufgelöst wurde.
Die größte Gemeinde des Landkreises war die Kreisstadt Wangen im Allgäu. Die kleinste Gemeinde war Siggen.
In der Tabelle stehen die Gemeinden des Landkreises Wangen vor der Gemeindereform. Heute gehören alle Gemeinden zum Landkreis Ravensburg. Die Einwohnerangaben beziehen sich auf die Volkszählungsergebnisse in den Jahren 1961 und 1970.
| frühere Gemeinde        | heutige Gemeinde    | Einwohner am 6. Juni 1961 | Einwohner am 27. Mai 1970 |
| ----------------------- | ------------------- | ------------------------- | ------------------------- |
| Achberg ¹)              | Achberg             | 743                       | 955                       |
| Aichstetten             | Aichstetten         | 1.305                     | 1.569                     |
| Aitrach                 | Aitrach             | 1.977                     | 2.320                     |
| Altmannshofen           | Aichstetten         | 512                       | 418                       |
| Amtzell                 | Amtzell             | 2.160                     | 2.430                     |
| Arnach                  | Bad Wurzach         | 832                       | 869                       |
| Bad Wurzach, Stadt      | Bad Wurzach         | 2.788                     | 3.954                     |
| Beuren                  | Isny im Allgäu      | 786                       | 768                       |
| Christazhofen           | Argenbühl           | 777                       | 791                       |
| Deuchelried             | Wangen im Allgäu    | 1.183                     | 1.372                     |
| Diepoldshofen           | Leutkirch im Allgäu | 582                       | 596                       |
| Eglofs                  | Argenbühl           | 1.521                     | 1.595                     |
| Eintürnen               | Bad Wurzach         | 692                       | 659                       |
| Eisenharz               | Argenbühl           | 1.077                     | 1.136                     |
| Friesenhofen            | Leutkirch im Allgäu | 647                       | 658                       |
| Gebrazhofen             | Leutkirch im Allgäu | 1.568                     | 1.525                     |
| Gospoldshofen           | Bad Wurzach         | 623                       | 667                       |
| Göttlishofen            | Argenbühl           | 488                       | 412                       |
| Großholzleute           | Isny im Allgäu      | 1.268                     | 1.279                     |
| Hauerz                  | Bad Wurzach         | 968                       | 963                       |
| Herlazhofen             | Leutkirch im Allgäu | 2.281                     | 2.274                     |
| Hofs                    | Leutkirch im Allgäu | 876                       | 858                       |
| Immenried               | Kißlegg             | 586                       | 636                       |
| Isny im Allgäu, Stadt   | Isny im Allgäu      | 6.954                     | 7.956                     |
| Karsee                  | Wangen im Allgäu    | 580                       | 533                       |
| Kißlegg                 | Kißlegg             | 4.576                     | 5.218                     |
| Leupolz                 | Wangen im Allgäu    | 913                       | 1.088                     |
| Leutkirch, Stadt        | Leutkirch im Allgäu | 7.247                     | 9.899                     |
| Neuravensburg           | Wangen im Allgäu    | 1.383                     | 1.595                     |
| Neutrauchburg           | Isny im Allgäu      | 741                       | 1.078                     |
| Niederwangen            | Wangen im Allgäu    | 1.134                     | 1.244                     |
| Ratzenried              | Argenbühl           | 824                       | 891                       |
| Reichenhofen            | Leutkirch im Allgäu | 1.263                     | 1.367                     |
| Rohrdorf                | Isny im Allgäu      | 667                       | 660                       |
| Schomburg               | Wangen im Allgäu    | 1.262                     | 1.502                     |
| Seibranz                | Bad Wurzach         | 914                       | 946                       |
| Siggen                  | Argenbühl           | 158                       | 168                       |
| Waltershofen            | Kißlegg             | 727                       | 829                       |
| Wangen im Allgäu, Stadt | Wangen im Allgäu    | 13.317                    | 14.561                    |
| Winterstetten           | Leutkirch im Allgäu | 430                       | 396                       |
| Wuchzenhofen            | Leutkirch im Allgäu | 1.504                     | 1.812                     |
| Ziegelbach              | Bad Wurzach         | 617                       | 682                       |

¹) erst ab 1. Januar 1969 beim Landkreis Wangen

## Kfz-Kennzeichen
Am 1. Juli 1956 wurde dem Landkreis bei der Einführung der bis heute gültigen Kfz-Kennzeichen das Unterscheidungszeichen WG zugewiesen. Es wurde bis zum 31. Dezember 1972 ausgegeben.
Am 19. November 2019 beschloss der Ravensburger Kreistag die Wiedereinführung der Altkennzeichen WG (Wangen im Allgäu), ÜB (Überlingen) und SLG (Bad Saulgau).
Ab dem 22. Juli 2020 wird WG im Landkreis Ravensburg wieder ausgegeben.